# Bibliografia lui Arthur C. Clarke
Mai jos se găsește o listă a operelor lui Arthur C. Clarke.

## Romane

### Odiseea spațială
- 2001: A Space Odyssey (1968)

ro. 2001: O odisee spațială
- 2010: Odyssey Two (1982) (nominalizare Hugo și Locus, 1983[1])

ro. 2010: A doua odisee
- 2061: Odyssey Three (1987)

ro. 2061: A treia odisee
- 3001: The Final Odyssey (1997)

ro. 3001: Odiseea finală

### Against the Fall of Night
- Against the Fall of Night (1948, 1953) - versiunea originală a romanului Orașul și stelele
- Beyond the Fall of Night (1990) (cu Gregory Benford)

### Universul Rama
- Rendezvous with Rama (câștigător al premiului Hugo și Nebula)  (1972) (câștigător al premiului BSFA și Nebula 1973;[2] câștigător al premiului Hugo, Campbell și Locus Awards 1974[3])

ro. Rendezvous cu Rama
- Rama II (1989) (cu Gentry Lee)

ro. Rama II
- The Garden of Rama (1991) (cu Gentry Lee)

ro. Grădina din Rama
- Rama Revealed (1993) (cu Gentry Lee)

ro. Război pe Rama

### Time's Odyssey (cuStephen Baxter)
- Time's Eye (2003)
- Sunstorm (2005)
- Firstborn (2007)

### Romane de sine stătătoare
- Prelude to Space (1951)
- The Sands of Mars (1951)
- Islands in the Sky (1952)
- Childhood's End (1953)

ro. Sfârșitul copilăriei
- Earthlight (1955)
- The City and the Stars (1956)

ro. Orașul și stelele
- The Deep Range (1957)
- A Fall of Moondust (1961) (nominalizare la premiul Hugo în 1963[4])
- Dolphin Island (1963)

ro. Insula delfinilor
- Imperial Earth (1975)
- The Fountains of Paradise (câștigător al premiului Hugo și nominalizat la premiul BSFA în 1979[5], câștigător al premiului Nebula și nominalizat la premiului Locus în 1980[6])

ro. Fântânile Paradisului
- The Songs of Distant Earth (1986)

ro. Cântecele îndepărtatului Pământ
- Cradle (1988) (cu Gentry Lee)
- The Ghost from the Grand Banks (1990)

ro. Fantoma adâncurilor
- The Hammer of God (1993)

ro. Mânia lui Dumnezeu
- Richter 10 (1996) (cu Mike McQuay)

ro. 10 grade pe scara Richter
- The Trigger (1999) (cu Michael P. Kube-McDowell)
- The Light of Other Days (2000) (cu Stephen Baxter)
- The Last Theorem (2008) (cu Frederik Pohl)

ro. Ultima teoremă

### Non-ficțiune
- Glide Path (1963)

## Culegeri de povestiri
- Expedition to Earth (1953)
- Reach for Tomorrow (1956)
- Venture to the Moon (1956) - conține șase povestiri legate între ele
- Tales from the White Hart (1957)
- The Other Side of the Sky (1957/8[7])
- Tales of Ten Worlds (1962)
- The Nine Billion Names of God (1967)
- Of Time and Stars (1972)
- The Wind from the Sun (1972) (Lumina întunericului)
- The Best of Arthur C. Clarke 1937 - 1971 (1973)
- The Best of Arthur C. Clarke 1937 - 1955 (1976)
- The Best of Arthur C. Clarke 1956 - 1972 (1977)
- The Sentinel (1983)
- Tales From Planet Earth (1990)
- More Than One Universe (1991)
- The Collected Stories of Arthur C. Clarke (2001)

## Nuvele, nuvelete și povestiri
| - "Travel by Wire!" (1937) - "How We Went to Mars" (1938) - "Retreat from Earth" (1938) - "The Awakening" (1942) - republicată în 1952 într-o versiune revizuită - "Whacky" (1942) - "The Lion of Comarre" (1945) - nuvelă - "Loophole" (1946) - "Rescue Party" (1946) - "Technical Error" (cunoscută și ca "The Reversed Man") (1946) - "Castaway" (1947) - "Inheritance" (1947) - "Nightfall" (cunoscută și ca "The Curse") (1947) - "Breaking Strain" (cunoscută și ca "Thirty Seconds - Thirty Days") (1949) - "The Fires Within" (1949) - "The Forgotten Enemy" (1949) - "Hide-and-Seek" (1949) ro. De-a v-ați ascunselea - "History Lesson" (cunoscută și ca "Expedition to Earth") (1949) ro. Lecția de istorie - "Transience" (1949) - "The Wall of Darkness" (1949) - "Guardian Angel" (1950) - "Nemesis" (cunoscută și ca "Exile of the Eons") (1950) - "The Road to the Sea" (cunoscută și ca "Seeker of the Sphinx") (1950) - "Time's Arrow" (1950) - "A Walk in the Dark" (1950) - "All the Time in the World" (1951) - "Earthlight" (1951) - extinsă la dimensiunea unui roman, apărut în 1955 cu titlul Earthlight - "Holiday on the Moon" (1951) - "If I Forget Thee, Oh Earth" (1951) - "Second Dawn" (1951) - "The Sentinel" (1951) ro. Sentinela - "Superiority" (1951) - "Trouble with the Natives" (1951) - "Encounter in the Dawn" (cunoscută și ca "Encounter at Dawn") (1953) ro. Fantastica întâlnire din zori - "Jupiter Five" (cunoscută și ca "Jupiter V") (1953) ro. Jupiter Cinci - "The Nine Billion Names of God" (1953) - "The Other Tiger" (1953) - "The Parasite" (1953) - "The Possessed" (1953) - "Publicity Campaign" (1953) - "Reverie" (1953) - "Armaments Race" (1954) - "The Deep Range" (1954) - extinsă la dimensiunea unui roman, apărut în 1957 sub titlul The Deep Range - "The Man Who Ploughed the Sea" (1954) - "No Morning After" (1954) ro. N-a fost nici o dimineață - "Patent Pending" (1954) - "Silence Please" (cunoscută și ca "Silence Please!") (1954) - "Refugee" (cunoscută și ca "?", sau "Royal Prerogative", sau "This Earth of Majesty") (1954) - "The Star" (1955) ro. Steaua - "What Goes Up" (cunoscută și ca "What Goes Up...") (1955) - "Security Check" (1956) ro. Verificarea - "All that Glitters" (1956) - apărută în 1956 cu titlul "IV: All That Glitters", iar în 1957 ca "All That Glitters") - "Big Game Hunt" (cunoscută și ca "The Reckless Ones") (1956) - "Green Fingers"(1956) - "The Pacifist" (1956) - "A Question of Residence" (1956) - "The Reluctant Orchid" (1956) - "Robin Hood, F.R.S." (1956) | - "The Starting Line" (1956) - Venture to the Moon (1956) - șase povestiri diferite interconectate - "Watch this Space" (1956) - apărută în 1956 cu titlul "V: Watch this Space" și "Who Wrote That Message to the Stars? ...in Letters a Thousand Miles Long?", iar în 1957 ca "Watch This Space") - "The Call of the Stars" (1957) - "Cold War" (1957) - "Critical Mass" (1957) - "The Defenestration of Ermintrude Inch" (1957) - "Let There Be Light" (1957) - "Freedom of Space" (1957) - "Moving Spirit" (1957) - "The Next Tenants" (1957) - The Other Side of the Sky (1957) - șase povestiri diferite interconectate - "Passer-by" (1957) - "Sleeping Beauty" (1957) - "The Songs of Distant Earth" (1957) - povestire - "Special Delivery" (1957) - "Take a Deep Breath" (1957) - "The Ultimate Melody" (1957) - "Cosmic Casanova" (1958) - "A Slight Case of Sunstroke" (cunoscută și ca "The Stroke of the Sun") (1958) - "Out of the Sun" (1958) - "Who's There?" (cunoscută și ca "The Haunted Spacesuit") (1958) - "Out of the Cradle, Endlessly Orbiting..." (cunoscută și ca "Out of the Cradle") (1959) - "Into the Comet" (cunoscută și ca Inside the Comet) (1960) - "I Remember Babylon" (1960) - "Summertime on Icarus" (cunoscută și ca "The Hottest Piece of Real Estate in the Solar System") (1960) - "Trouble with Time" (cunoscută și ca "Crime on Mars") (1960) - "Before Eden" (1961) - "Death and the Senator (1961) - "The Food of the Gods" (1961) - "Hate" (cunoscută și ca "At the End of the Orbit") (1961) - "Love that Universe" (1961) - "Saturn Rising" (1961) - "An Ape About the House" (1962) - "Dog Star" (cunoscută și ca "Moondog") (1962) - "Maelstrom II" (1962) - "The Shining Ones" (1962) - "The Last Command" (1963) - "Playback" (1963) - "The Secret" (cunoscută și ca "The Secret of the Men in the Moon") (1963) - "The Light of Darkness" (1964) - "The Wind from the Sun" (cunoscută și ca "Sunjammer") (1964) - "Dial F for Frankenstein" (1965) - "The Longest Science-Fiction Story Ever Told" (cunoscută și ca "A Recursion in Metastories") (1966) - "The Cruel Sky" (1966) - "Crusade" (1966) - "Herbert George Morley Roberts Wells, Esq." (1967) - "Neutron Tide" (1970) - "Transit of Earth" (1971) - "A Meeting with Medusa" (Premiul Nebula pentru cea mai bună nuvelă) (1971) - "Reunion" (1972) ro. Reîntâlnirea - "When the Twerms Came" (1972) - "Quarantine" (1977) - "siseneG" (1984) - "On Golden Seas" (1986) - "The Steam-Powered Word Processor" (1986) - "The Hammer of God" (1992) - "The Wire Continuum" (cu Stephen Baxter) (1997) - "Improving the Neighbourhood" (1999) - "Feathered Friends" |

## Ediții omnibus
- The Other Side of the Sky (1958)
- Across the Sea of Stars (1959) - cuprinde Sfârșitul copilăriei, Earthlight și 18 povestiri
- From the Ocean, From the Stars (1962) - cuprinde Orașul și stelele, The Deep Range și The Other Side of the Sky
- An Arthur C. Clarke Omnibus (1965) - cuprinde Sfârșitul copilăriei, Prelude to Space și Expedition to Earth
- Prelude to Mars (1965) - cuprinde Prelude to Space și The Sands of Mars
- The Lion of Comarre and Against the Fall of Night (1968)
- An Arthur C. Clarke Second Omnibus (1968) - cuprinde A Fall of Moondust, Earthlight și The Sands of Mars
- Four Great SF Novels (1978) - cuprinde Orașul și stelele, The Deep Range, A Fall of Moondust și Rendezvous cu Rama
- 2001: A Space Odyssey, The City and the Stars, The Deep Range, A Fall of Moondust, Rendezvous with Rama (1985)
- A Meeting with Medusa și Green Mars de Kim Stanley Robinson (1988)
- Against the Fall of Night și Beyond the Fall of Night de Gregory Benford (1991)
- The City and the Stars and The Sands of Mars (2001)
- The Ghost from the Grand Banks and The Deep Range (2001)
- 3001 The Final Odyssey, The Songs of Distant Earth (2004)
- Clarke's Universe (2005) - cuprinde A Fall of Moondust, The Lion of Comarre și Jupiter V

## Non-ficțiune

### Cărți
- Interplanetary Flight: An Introduction to Astronautics (1950)
- The Exploration of Space (1951) - revizuită în 1959 și 1979 (cu o nouă introducere)
- The Exploration of the Moon (1954) - ilustrată de R.A. Smith
- The Young Traveller in Space (1954) - republicată și sub alte titluri: Going Into Space (1954), The Scottie Book of Space Travel (1957)
- The Coast of Coral (1956) - primul volum al seriei Blue Planet Trilogy, cu fotografii de Mike Wilson și text de Arthur C. Clarke
- The Reefs of Taprobane; Underwater Adventures around Ceylon (1957) - al doilea volum al seriei Blue Planet Trilogy, cu fotografii de Mike Wilson și text de Arthur C. Clarke
- The Making of a Moon: The Story of the Earth Satellite Program (1957)
- Boy Beneath the Sea (1958) - fotografii de Mike Wilson, text de Arthur C. Clarke
- Voice Across the Sea (1958)
- The Challenge of the Space Ship: Previews of Tomorrow’s World (1959)
- The Challenge of the Sea (1960)
- The First Five Fathoms (1960) - fotografii de Mike Wilson, text de Arthur C. Clarke
- Indian Ocean Adventure (1961) - fotografii de Mike Wilson, text Arthur C. Clarke
- Profiles of the Future; an Inquiry into the Limits of the Possible (1962) - ediții revizuite ale acestei cărți au fost publicate în 1973, 1984 și 1999
- Man and Space (1964) - realizată împreună cu editorii de la Life
- Indian Ocean Treasure (1964) - fotografii de Mike Wilson, text de Arthur C. Clarke
- The Treasure of the Great Reef (1964) - al treilea volum al seriei Blue Planet Trilogy, cu fotografii de Mike Wilson și text de Arthur C. Clarke
- Voices from the Sky: Previews of the Coming Space Age (1965)
- The Promise of Space (1968)
- Into Space: a Young Person’s Guide to Space (1971) - împreună cu Robert Silverberg
- Beyond Jupiter: The Worlds of Tomorrow (1972) - text de Arthur C. Clarke, picturi de Chesley Bonestell
- Report on Planet Three and Other Speculations (1972)
- The Lost Worlds of 2001 (1972)
- The View from Serendip (1977)
- The Odyssey File (1984) - corespondență electronică cu Peter Hyams
- 1984, Spring: a Choice of Futures (1984)
- Ascent to Orbit, a Scientific Autobiography: The Technical Writings of Arthur C. Clarke (1984)
- 20 iulie 2019: Life in the 21st Century (1986)
- Astounding Days: A Science Fictional Autobiography (1989)
- How the World Was One: Beyond the Global Village (cunoscută și ca How the World Was One: Towards the Tele-Family of Man) (1992) - o istorie a revoluției comunicațiilor
- By Space Possessed (1993)
- The Snows of Olympus - A Garden on Mars (1994) - album de picturi cu comentarii
- Childhood Ends: The Earliest Writings of Arthur C. Clarke (1996)
- Greetings, Carbon-Based Bipeds! : Collected Works 1934-1988 (1999)

### Articole din reviste
- Extra-Terrestrial Relays - în Wireless World, octombrie 1945

### Contribuții, introduceri, cuvinte înainte, prefețe și altele
- From the Earth to the Moon, Jules Verne, 1962 - a scris introducerea ediției din 1962 a acestui roman din 1865
- Time Probe: The Sciences in Science Fiction, 1966 - a scris introducerea și a adunat povestirile
- The Coming of the Space Age; Famous Accounts of Man's Probing of the Universe, 1967 - selecție și editare de Arthur C. Clarke
- The Beginnings of Satellite Communication, J.R. Pierce, 1968 - a scris prefața
- Three for Tomorrow, Robert Silverberg, Roger Zelazny și James Blish, 1969 - a scris cuvântul înainte
- First on the Moon, Neil Armstrong cu Gene Farmer și Dora Jane Hamblin, 1970 - a scris epilogul
- The Panic Broadcast, Howard Koch, 1970 - introducerea conține un interviu cu Arthur C. Clarke.
- The Challenge of the Stars (cunoscut și ca The New Challenge of the Stars), 1972 - a scris cuvântul înainte
- The World in Focus, William MacQuitty, 1974 - a scris cuvântul înainte
- The Complete Venus Equilateral, George O. Smith, 1976 - a scris introducerea
- The Telephone's First Century--and Beyond: Essays on the Occasion of the 100th Anniversary of Telephone Communication, 1974 - a scris un eseu
- The World in Color Photography, 1979 - a scris cuvântul înainte
- Arthur C. Clarke's Mysterious World, Simon Welfare și John Fairly, 1980 - a scris introducerile capitolelor
- The Illustrated Encyclopedia of Space Technology, 1981 - a scris cuvântul înainte
- The Science Fiction Hall of Fame Volume Three: The Nebula Winners 1965-1969, 1982 - editor, împreună cu George Proctor
- Arthur C. Clarke's World of Strange Powers, Simon Welfare și John Fairly, 1984 - a scris introducerile capitolelor
- Sightseeing: A Space Panorama, Barbara Hitchcock, 1985 - a scris cuvântul înainte
- Arthur C. Clarke's Chronicles of the Strange and Mysterious, Simon Welfare și John Fairly, 1987 - a scris introducerile capitolelor
- Arthur C. Clarke's Venus Prime Vol. 1: Breaking Strain, Paul Preuss, 1987 - a scris postfața acestui roman bazat pe povestirea lui Clarke Breaking Strain
- Arthur C. Clarke's Venus Prime Vol. 2: Maelstrom, Paul Preuss, 1988 - a scris postfața acestui roman bazat pe povestirea lui Clarke Maelstrom II
- Arthur C. Clarke's Venus Prime Vol. 3: Hide and Seek, Paul Preuss, 1989 - a scris postfața acestui roman bazat pe povestirea lui Clarke Hide-and-Seek
- Visions of Space, 1989 - a scris cuvântul înainte
- Arthur C. Clarke's Venus Prime Vol. 4: The Medusa Encounter, Paul Preuss, 1990 - a scris postfața acestui roman bazat pe povestirea lui Clarke A Meeting with Medusa.
- Arthur C. Clarke's Venus Prime Vol. 5: The Diamond Moon, Paul Preuss, 1990 - a scris postfața acestui roman bazat pe povestirea lui Clarke Jupiter Five.
- Project Solar Sail, 1990 - editor
- Arthur C. Clarke's Venus Prime Vol. 6: The Shining Ones, Paul Preuss, 1991 - a scris postfața acestui roman bazat pe povestirea lui Clarke The Shining Ones.
- Blueprint for Space: Science Fiction to Science Fact, Frederick I. Ordway III (editor), 1991 - a scris epilogul
- Sri Lanka, Tom Tidball, 1991 - a scris cuvântul înainte
- Space Commerce, John L. McLucas, 1991 - a scris cuvântul înainte
- The Profession of Science Fiction: SF Writers on Their Craft and Ideas, Maxim Jakubowski (editor), 1992 - a scris cuvântul înainte
- Technology 2001: The Future of Computing and Communications, Derek Leebaert (editor), 1992 - a scris cuvântul înainte
- Arthur C. Clarke's A - Z of Mysteries, Simon Welfare și John Fairly, 1993 - a scris cuvântul înainte
- The Anti-Gravity Handbook (New and Expanded Edition); D. Hatcher Childress (compilare), 1993 - a scris capitolul I, intitulat "Arthur C. Clarke on Anti-Gravity".
- The Dream Machines: An Illustrated History of the Spaceship in Art, Science and Literature, Ron Miller și Rick Dunning, 1993 - a scris cuvântul înainte
- The First Men in the Moon, H. G. Wells, 1993 - a scris introducerea ediției din 1993 a acestui roman din 1901
- Unearthing Atlantis: An Archaeological Odyssey to the Fabled Lost Civilization, Charles R. Pellegrino, 1993 - a scris cuvântul înainte
- Seize the Moment: The Autobiography of Britain's First Astronaut, Helen Sharman, 1993 - a scris introducerea
- The War of the Worlds, H.G. Wells, 1993 - a scris introducerea ediției din 1993 a acestui roman din 1898
- Gene Roddenberry: The Last Coversation, Yvonne Fern, 1994 - a scris cuvântul înainte
- The Millenial Project: Colonizing the Galaxy in Eight Easy Steps, Marshall T. Savage, 1994 - a scris introducerea
- Only Visiting This Planet: The Art of Danny Flynn, Nigel Suckling, 1994 - a scris introducerea
- The Ultimate Egoist, Theodore Sturgeon, 1994 - a scris cuvântul înainte
- 2001: Filming the Future, Piers Bizony, 1995 - a scris cuvântul înainte
- Aliya: Stories of the Elephants of Sri Lanka, Teresa Cannon și Peter Davis, 1995 - a scris cuvântul înainte
- Bright Messengers, Gentry Lee, 1995 - a scris introducerea acestui roman a cărui acțiune are loc în universul Rama
- An Encyclopedia of Claims, Frauds, and Hoaxes of the Occult and Supernatural (cunoscut și ca The Supernatural A-Z: The Truth and the Lies), James Randi, 1995[25] - a scris introducerea
- Frontline of Discovery: Science on the Brink of Tomorrow, National Geographic Society, 1995 - a scris epilogul
- Rogue Asteroids and Doomsday Comets: The Search for the Million Megaton Menace That Threatens Life on Earth, Duncan Steel, 1995 - a scris cuvântul înainte
- The Dechronization of Sam Magruder, George Gaylord Simpson, 1996 - a scris introducerea
- Encounter with Tiber, Buzz Aldrin și John Barnes, 1996 - a scris cuvântul înainte
- Survival Kit: How to Reach Ninety and Make the Most of It, William MacQuitty, 1996 - a scris prefața
- The Case for Mars: The Plan to Settle the Red Planet and Why We Must, Robert Zubrin și Richard Wagner, 1997 - a scris cuvântul înainte
- The Roving Mind: New Edition, Isaac Asimov, 1997 - a scris un omagiu la adresa scriitorului american
- Arthur C. Clarke & Lord Dunsany: A Correspondence. ed. Keith Allen Daniels, 1998 - scrisori retipărite
- Hal's Legacy : 2001's Computer As Dream and Reality, David G. Stork, 1998 - a scris cuvântul înainte
- Intelligent Software Agents, Richard Murch, Tony Johnson, 1998 - a scris cuvântul înainte
- Arthur C. Clarke's Mysteries, Simon Welfare și John Fairly, 1998 - a scris cuvântul înainte
- Welcome to the Wired World: The New Networked Economy, Anne C. Leer, 1999 - a scris prefața
- Arthur C. Clarke's Mysteries, John Fairly și Simon Welfare, 2000 - a scris cuvântul înainte
- e-Sphere: The Rise of the World-Wide Mind, Joseph N. Pelton, 2000 - a scris cuvântul înainte
- Excess Heat: Why Cold Fusion Research Prevailed, Charles G. Beaudette, 2000 - a scris cuvântul înainte
- Sri Lanka, the Emerald Island, Tissa Devendra, 2000 - a scris cuvântul înainte
- The Art of Chesley Bonestell, Ron Miller, 2001 - a scris cuvântul înainte
- Literary Trips 2: Following in the Footsteps of Fame, Victoria Brooks (editor), 2001 - a scris cuvântul înainte și este prezentat în capitolul 1
- Macroshift: Navigating the Transformation to a Sustainable World, Ervin Laszlo, 2001 - a scris cuvântul înainte
- The Search for Free Energy (cunoscut și ca The Scientist, the Madman, the Thief and Their Lightbulb), Keith Tutt, 2001 - a scris cuvântul înainte
- Visions of Spaceflight: Images from the Ordway Collection, Frederick I. Ordway III, 2001 - a scris introducerea și a fost consultant tehnic
- The Web Between the Worlds, Charles Sheffield, 2001 - a scris introducerea ediției din 2001 a acestui roman din 1979
- The Worlds of Galileo, Michael E. Hanlon, 2001 - a scris cuvântul înainte
- Business 2010: Mapping the New Commercial Landscape, Ian Pearson, Michael Lyons, 2002 - a scris cuvântul înainte
- The Conquest of Space, David Lasser, 2002 - a scris introducerea la ediția din 2002 a acestui roman din 1931
- Creating Space: The Story of the Space Age through the Models, Mat Irvine, 2002 - a scris introducerea
- Moonwatcher's Memoir: A Diary of 2001: A Space Odyssey, Dan Richter, 2002a scris cuvântul înainte
- From Narnia to A Space Odyssey: The War of Ideas Between Arthur C. Clarke and C. S. Lewis, introducere de Ryder W. Miller, 2003 - scrisori, eseuri și povestiri retipărite, republicată în 2005 cu titlul "Stories, letters, and commentary by and about C. S. Lewis and Arthur C. Clarke"
- To the Edge of Doom, Tyronne Fernando, 2003 - a scris introducerea
- The Colours of Infinity: The Beauty, The Power and the Sense of Fractals, Clear Books, 2004 - colaborator, cartea a fost republicată în 2010 cu titlul The Colours of Infinity: The Beauty and Power of Fractals
- Are We Alone?: The Stanley Kubrick Extraterrestrial Intelligence Interviews, Anthony Frewin (editor), 2005 - a scris prefața
- Freedom on the March: An American Voyage to Explore Globalization, Patrick Mendis, 2005 - a scris introducerea
- 'S' Is for Space, Ray Bradbury, 2005 - a scris introducerea
- Science Fiction Quotations: From the Inner Mind to the Outer Limits, Dr. Gary Westfahl (editor), 2005 - a scris cuvântul înainte
- Beautiful Living: Buddha's Way to Prosperity, Wisdom, and Inner Peace (cunoscută și ca The Buddha's Teachings on Prosperity: At Home, At Work, In the World), Bhikkhu Rahula, 2006 - a scris cuvântul înainte
- Jules Verne: The Definitive Biography, William Butcher, 2006 - a scris introducerea
- The World of Jules Verne, Gonzague Saint Bris, 2006 - a scris prefața
- The Rise of Animals: Evolution and Diversification of the Kingdom Animalia, Mikhail A. Fedonkin, James G. Gehling, Kathleen Grey, Guy M. Narbonne și Patricia Vickers-Rich, 2008 - a scris cuvântul înainte
- SpaceShipOne: An Illustrated History, Dan Linehan, 2008 - a scris cuvântul înainte
- From the Pen of Paul: The Fantastic Images of Frank R. Paul, Stephen D. Korshak (editor), 2009 - a scris prefața
- The Story of Astronomy, Heather Couper și Nigel Henbest, 2012 - a scris cuvântul înainte